# Regent's Park (Metropolitano de Londres)
Regent's Park é uma estação do Metrô de Londres localizada a 175 m (191 yd) ao sul do Regent's Park. Fica na extremidade norte de Fitzrovia na Bakerloo line, entre Baker Street e Oxford Circus. Seu acesso é pela Marylebone Road, dentro do Park Crescent, na Zona 1 do Travelcard, zona em que é a segunda estação menos utilizada (a menos utilizada é Lambeth North) em 2013; registrou 3,5 milhões de entradas ou saídas em 2015. São 190 m (210 yd) a oeste da estação de metrô Great Portland Street na mesma via arterial.

## História
A estação foi inaugurada em 10 de março de 1906 pela Baker Street and Waterloo Railway (BS&WR); na autoridade parlamentar original para a construção da BS&WR nenhuma estação foi permitida em Regent's Park. Foi concedida permissão para adicioná-lo à linha já parcialmente construída em 1904.

## Projeto da estação
A construção da bilheteria da estação envolveu cavar uma caixa como vazio embaixo do jardim acima. Isso causou um abatimento significativo, por isso que as grandes vigas metálicas da bilheteria estão presentes.
Ao contrário da maioria das outras estações da BS&WR, Regent's Park não possui edifícios de superfície e é acessado a partir de uma passagem subterrânea. A estação é servida por elevadores, e entre 10 de Julho de 2006 e 14 de Junho de 2007 foi fechada para permitir obras de remodelação essenciais nesta e noutras partes da estação. Há também uma escada que pode ser usada que tem 96 degraus.
Os pontos de interesse nas proximidades são o próprio Regent's Park, a Royal Academy of Music, o Royal College of Physicians, a Igreja da Santíssima Trindade, Portland Place e Harley Street.
A estação Great Portland Street fica a uma curta distância a leste para ligações para as linhas Circle, Hammersmith & City e Metropolitan.

## Serviços
O padrão de serviço típico em trens por hora (tph) operados fora do horário de pico durante a semana e todos os sábados é:
- 6tph para Harrow & Wealdstone via Queen's Park e Stonebridge Park (sentido norte)
- 3tph para Stonebridge Park via Queen's Park (sentido norte)
- 11tph para Queen's Park (sentido norte)
- 20tph para Elephant & Castle (sentido sul)

O serviço de pico durante a semana opera com um ou dois trens adicionais Queen's Park-Elephant & Castle por hora, e o serviço de domingo opera com menos dois trens Queen's Park-Elephant & Castle por hora durante o meio do dia.

## Conexões
A estação é servida pelas linhas de ônibus de Londres 18, 27, 30, 88, 205, 453 e pela linha noturna N18.